# WFFF-TV
WFFF-TV est une station de télévision américaine de langue anglaise appartenant à Nexstar Broadcasting Group dont ses studios sont situés sur la Mountain View Drive à Colchester dans l'état du Vermont et affiliée au réseau FOX ainsi que trois sous-canaux numériques affiliés à Ion Mystery, Bounce TV et Antenna TV. Elle diffuse à partir du Mont Mansfield sur le canal UHF 16 (virtuel 44.1) d'une puissance de 40 kW et dessert le grand marché de Burlington (Vermont), Plattsburgh (New York) et étend son signal à Montréal (Québec, Canada). La station opère aussi WVNY, propriété de Mission Broadcasting, affiliée au réseau ABC.

## Histoire
WFFF-TV est entré en ondes le 31 août 1997 sous l'affiliation du réseau Fox en format analogique au canal 44 à partir d'une tour de transmission sur le Mont Terry située à Peru (New York) partagée avec WPTZ, l'affilié NBC. Avant le lancement de WFFF en 1997, quelques émissions du réseau Fox étaient diffusées par WCAX-TV, l'affilié CBS, alors que la programmation complète était disponible au Vermont sur le câble avec le service Foxnet (en). Chez les câblodistributeurs dans l'état de New York, la station WNYW (de la ville de New York) du réseau Fox y était distribuée. Au Québec, la programmation de Fox sur le câble provenait de WUHF (en) de Rochester (New York) (jusqu'en 1996) ou de WUTV (en) de Buffalo (New York) (jusqu'au lancement de WFFF). À son lancement, WFFF était la propriété de Smith Broadcasting mais ses activités étaient assurés par Sinclair Broadcast Group (qui était propriétaire de WPTZ) sous une entente commerciale (LMA). En 1998, Sinclair a vendu WPTZ à Sunrise Television qui, à son tour, l'a vendu à Hearst-Argyle Television. En 2000, l'entente commerciale a pris fin et WFFF-TV est devenue une station contrôlée indépendamment par Smith Broadcasting.
Effectif le 5 avril 1999, WFFF-TV a pris une affiliation secondaire avec le réseau The WB lorsque la station de faible puissance WBVT-LP (en) a changé d'affiliation pour UPN. Les deux heures de programmation de soirée du réseau The WB étaient initialement présentées en deux blocs séparés soit la première heure à 22 h après les émissions réseau de la Fox et l'autre à 17 h le lendemain, sous la bannière "The WB Time", puis ces deux heures ont été diffusés en un seul bloc à 22 h l'année suivante. Le bloc Kids' WB pour les enfants était aussi diffusé en avant-midi, puis en après-midi.
En 2005, à la suite du décès de Bob Smith (chef de famille de Smith Broadcasting), la famille Smith a alors vendu ses stations à un groupe d'investisseurs sous le nom de Smith Media, LLC. À ce moment-là, la station WVNY (ABC) était en vente. Smith Media a alors conclu une entente commerciale avec son propriétaire, Lambert Broadcasting, et déménagé ses studios à Colchester.

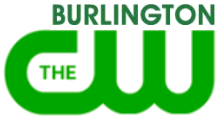
Logo de The CW Burlington (2008-2013)

Le 24 janvier 2006, les réseaux The WB et UPN ont annoncé leur consolidation en créant un nouveau réseau, The CW qui est entrée en ondes le 18 septembre 2006. À l'été 2006, une station de faible puissance située à Saranac Lake sous le nom de WCWF (en), comme ses lettres d'appel le suggère, était à la recherche d'une affiliation avec le réseau The CW et avait planifié un lancement. Au début du mois de septembre, WFFF-TV a signé une entente pour diffuser la programmation de The CW tous les jours de la semaine à 22 h, étant la station la plus puissante comparée aux stations WGMU-LP (en) et WCWF, malgré son statut d'affiliée secondaire.
Le 27 septembre 2007, la programmation du réseau The CW a été déplacée sur le sous-canal numérique WFFF-DT2, mettant fin à sa diffusion à 22 h sur le canal principal, laissant place au lancement d'un bulletin de nouvelles local. Bien que le sous-canal a été ajouté aux abonnés du câble Comcast du Vermont, elle n'a pas été disponible aux abonnés du câble au Québec puisqu'elle ne fait pas partie de la liste du CRTC des services autorisés pour distribution au Canada.
Le 17 février 2009, WFFF a cessé de diffuser en mode analogique, comme toutes les autres stations du marché.
Le 5 novembre 2012, Smith Media a accepté de vendre WFFF à Nexstar Broadcasting Group, alors que WVNY est vendu à Mission Broadcasting, qui est contrôlé par Nexstar dans une entente commerciale similaire.
Le 4 mars 2013, la programmation de The CW passe au sous-canal de WPTZ 5.2, l'affilié NBC. Le sous-canal de WFFF a continué de diffuser des émissions syndiquées jusqu'au 1er octobre 2013, puis une semaine plus tard, elle devient un simultané en définition standard de la chaîne principale. Depuis le début de décembre 2014, Nexstar Broadcasting Group qui gère WFFF a enlevé ce sous-canal numérique.
Dans le cadre d'un programme gouvernemental visant à ré-allouer les fréquences 600 MHz aux services cellulaires impliquant des changements de fréquences, l'émetteur de la station a changé du canal 43 au canal 16 le 3 juillet 2020.

## Télévision numérique terrestre
| Canal | Nom     | Video | Aspect | Programmation                       |
| ----- | ------- | ----- | ------ | ----------------------------------- |
| 44.1  | WFFF-DT | 720p  | 16:9   | Programmation principale WFFF / Fox |
| 44.2  | Escape  | 480i  | 16:9   | Ion Mystery (en)                    |
| 44.3  | Bounce  | 480i  | 16:9   | Bounce TV                           |
| 44.4  | Antenna | 480i  | 16:9   | Antenna TV                          |

Escape et Bounce TV ont été ajoutés le 25 août 2016.

## Substitution simultanée au Québec
Le marché Montréalais étant beaucoup plus grand que son marché américain, rejoignant ce marché par antenne et étant distribué sur le câble presque partout au Québec, WFFF compte beaucoup sur les revenus publicitaires du marché Montréalais. Malheureusement, WFFF est victime de la pratique de substitution simultanée par les stations locales Montréalaises sur le câble. Lorsqu'une même émission et même épisode diffusé sur WFFF est diffusé en même temps sur les chaînes locales CFCF (CTV), CKMI (Global) ou CJNT (Citytv), le signal de la station Montréalaise remplace celui de WFFF pour toute la durée du programme, incluant les publicités locales et les promos. Le signal capté par antenne n'est pas sujet à la substitution simultanée. Bien qu'ils ne peuvent rien faire lors de la diffusion d'émissions réseaux, achetés individuellement par les réseaux canadiens, d'autres émissions diffusées durant la journée peuvent aussi être victimes de cette pratique. Afin d'être capable de diffuser les publicités ciblés au marché Montréalais câblé, WFFF doit donc déplacer ces émissions dans la grille horaire, pouvant créer une confusion auprès des téléspectateurs.

## Nouvelles
Le premier bulletin de nouvelles a eu lieu le 3 décembre 2007 à 22 h sous un bloc de 30 minutes (étendu à 1 heure l'année suivante) sous le titre Fox 44 Local News at 10. Les dix premières minutes appelé 10 Minute Advantage présente tous les grands titres et les prévisions météorologiques à l'intérieur des dix premières minutes suivi d'une pause commerciale. WFFF est la première station dans son marché à produire le bulletin de nouvelles en haute définition. WFFF produit depuis le 3 mars 2008 un bulletin de nouvelles à 19 h sur WVNY appelé Fox 44 Local News on ABC22. Depuis le 18 août 2008, WFFF produit l'émission matinale de 2 heures appelée Fox 44 Local News This Morning en incluant aussi des insertions locales sur WVNY durant l'émission réseau Good Morning America. Un bulletin de nouvelles à 23 h sur WVNY a aussi été ajoutée.